# Óscar Hernández Pérez
Óscar Hernández Pérez (Barcelona, 10 d'abril de 1978) és un tennista professional català retirat. Durant la seva trajectòria ha aconseguit diversos títols individuals challengers, però en el circuit professional només ha aconseguit un títol en dobles a Viña del Mar.

## Palmarès

### Dobles masculins: 2 (1−1)
| Llegenda (pre/post 2009)                                 |
| -------------------------------------------------------- |
| Grand Slams (0−0)                                        |
| Tennis Masters Cup / ATP Finals (0−0)                    |
| ATP Masters Series / ATP World Tour Masters 1000 (0−0)   |
| ATP International Series Gold / ATP World Tour 500 (0−0) |
| ATP International Series / ATP World Tour 250 (1−1)      |

| Títols per superfície |
| --------------------- |
| Dura (0−0)            |
| Gespa (0−0)           |
| Terra batuda (1−1)    |

| Resultat  | Núm. | Data                   | Torneig            | Superfície   | Parella         | Oponents                              | Marcador         |
| --------- | ---- | ---------------------- | ------------------ | ------------ | --------------- | ------------------------------------- | ---------------- |
| Finalista | 1.   | 19 de setembre de 2004 | Bucarest, Romania  | Terra batuda | José Acasuso    | Lucas Arnold Ker Mariano Hood         | 6−7(5), 1−6      |
| Guanyador | 1.   | 29 de gener de 2007    | Viña del Mar, Xile | Terra batuda | Paul Capdeville | Albert Montañés Rubén Ramírez Hidalgo | 4–6, 6–4, [10–6] |

## Trajectòria

### Individual
| Torneig | 2002 | 2003 | 2004 | 2005 | 2006 | 2007 | 2008  | 2009  | 2010 | 2011 | 2012 | 2013 | 2014 | Títols   | V – D    |
| --- | ---- | ---- | ---- | ---- | ---- | ---- | ----- | ----- | ---- | ---- | ---- | ---- | ---- | -------- | -------- |
| Open d'Austràlia | A    | A    | 1R   | 1R   | 1R   | A    | 2R    | 1R    | 1R   | A    | A    | A    | Q1   | 0 / 6    | 1 – 6    |
| Roland Garros | Q1   | Q3   | 1R   | 2R   | 2R   | 3R   | 2R    | 1R    | 1R   | A    | A    | A    | Q1   | 0 / 7    | 5 – 7    |
| Wimbledon | A    | A    | 1R   | 1R   | A    | 1R   | 1R    | 1R    | 1R   | A    | A    | A    | Q1   | 0 / 6    | 0 – 6    |
| US Open | A    | A    | 1R   | 1R   | A    | 1R   | 1R    | 1R    | A    | A    | A    | A    | Q3   | 0 / 5    | 0 – 5    |
| Total Victòries–Derrotes                                                                                                  | 0−0  | 4−4  | 8−19 | 6−16 | 2−6  | 9−18 | 19−21 | 15−27 | 2−14 | 0−0  | 0−0  | 0−0  | 0−0  | 65 – 125 | 65 – 125 |
| Rànquing a final d'any | 204  | 89   | 85   | 115  | 142  | 58   | 68    | 70    | 221  | 635  | –    | 1514 | 823  |          |          |
| Llegenda: G: Guanyador; F: Finalista; SF: Semifinalista; QF: Quarts de final; Q: Qualificació; A: Absent; RR: Round Robin |      |      |      |      |      |      |       |       |      |      |      |      |      |          |          |

### Dobles masculins
| Open d'Austràlia | 3R  | A   | A   | A   | A   | 1R   | 1R   | A    | 0 / 3   | 2 – 3   |
| Roland Garros | A   | A   | 1R  | A   | A   | 1R   | 1R   | A    | 0 / 3   | 0 – 3   |
| Wimbledon | A   | A   | A   | A   | 1R  | 1R   | 1R   | A    | 0 / 3   | 0 – 3   |
| US Open | A   | A   | A   | A   | 1R  | 1R   | 2R   | A    | 0 / 3   | 1 – 3   |
| Total Victòries–Derrotes                                                                                                  | 2−2 | 7−8 | 0−9 | 0−0 | 9−8 | 7−15 | 6−15 | 0−7  | 31 – 64 | 31 – 64 |
| Rànquing a final d'any | 136 | 92  | 293 | 367 | 114 | 139  | 188  | 1155 |         |         |
| Llegenda: G: Guanyador; F: Finalista; SF: Semifinalista; QF: Quarts de final; Q: Qualificació; A: Absent; RR: Round Robin |     |     |     |     |     |      |      |      |         |         |